# سامویل وانجیرو
سامویل وانجیرو (انگلیسی: Samuel Wanjiru؛ ۱۰ نوامبر ۱۹۸۶ – ۱۵ مهٔ ۲۰۱۱) یک دونده ماراتن اهل کنیا بود.